# Waldemme
Waldemme är ett vattendrag i Schweiz. Det ligger i den centrala delen av landet, 40 km öster om huvudstaden Bern.
Omgivningarna runt Waldemme är en mosaik av jordbruksmark och naturlig växtlighet. Runt Waldemme är det ganska tätbefolkat, med 56 invånare per kvadratkilometer.